# پلنیبابه
پلنیبابه (به صربی: Plenibabe) یک منطقهٔ مسکونی در صربستان است که در توتین، صربستان واقع شده‌است. پلنیبابه ۱۲۳ نفر جمعیت دارد.